# Векерле, Шандор
Шандор Векерле (венг. Wekerle Sándor; 14 ноября 1848, Мор — 26 августа 1921, Будапешт) — венгерский государственный деятель.

## Биография
Александр (Шандор) Векерле родился в городе Мор, в семье дунайских швабов.
Учился в средней школе в Секешфехерваре. Изучал право в Будапештском университете. В 1872 году получил докторскую степень, а в 1877 году — степень доктора наук по финансовому праву. Затем он поступил на государственную службу и работал в Министерстве финансов.
С 1886 года — член палаты депутатов; при преобразовании кабинета Тиссы в 1889 году Векерле занял пост министра финансов, который он сохранил и в новом кабинете Сапари. Ему удалось ввести некоторые реформы в венгерских финансах, как, например, реформу акциза на спиртные напитки, улучшение в управлении государственным имуществом, так что в 1890 году он мог представить палате государственную роспись без дефицита.
После выхода в отставку Сапари (ноябрь 1892 года), Векерле сформировал свой кабинет и, несмотря на оппозицию клерикалов и части либералов в палате депутатов и ещё более в палате магнатов, провел церковно-политические законы (гражданский брак и др.). В декабре 1894 года вышел в отставку. Его министерство («великое министерство») занимает в истории Венгрии особенное место, как правительство последовательно либеральное или радикальное не в смысле венгерской либеральной партии, а в общеевропейском смысле слова.
С тех пор пор Векерле ещё дважды был премьер-министром Венгрии.
В период Венгерской советской республики Векерле был посажен в тюрьму как заложник.
На протяжении всей своей жизни он отказывался от предложения о возведении в дворянство, которое ему делали несколько раз.

Векерле умер 16 августа 1921 года в Будапеште и был похоронен на кладбище Керепеши.

## Брак и дети
17 сентября 1877 года  женился на Гизелле Молнар из Парно (1856-1936 года ), даме благородного происхождения, родителями которой были Иштван Молнар из Парно (1825–1907 ), член дворянского дома, лорд округа Земплен, и Леона Ньеки из Ньека (1836–1894).
В браке родилось двое детей:
- Шандор Тивадар Понграц Векерле Младший (1878-1963), преподаватель, экономический политик, член парламента, министр финансов в 1928–1931 годах. Жена - Мария Луиза Эржебет Гейст из Чака (1886-1977), 5 дочерей.
- Доктор Геза Векерле (1894-1971), юрист, лейтенант запаса. Жена - Эржебет Вашаргейи (1893-1963).

## Память
Район в Кишпеште Векерле-Телеп, город-сад на юго-востоке Будапешта, назван в честь Векерле. Он был построен при поддержке премьер-министра Векерле с целью предоставить семьям рабочего класса доступное жилье в окружении природы. Это считается одним из первых примеров городского планирования в Европе.
В 2006 году его именен был назван Бизнес-колледж.
Первая публичная статуя была установлена в 2008 году по гражданской инициативе в Векерле-Телепе в Кишпеште.
До 2011–2012 годов учреждение по управлению грантами Министерства государственного управления и юстиции действовало под названием Sándor Wekerle Fund Management.
В 2012 году Министерство национальной экономики объявило о стратегии роста венгерской экономики в масштабах Карпатского бассейна под названием «План Векерле».